# Tiristor GTO
Um Tiristor GTO ou simplesmente GTO (do inglês gate turn-off thyristor) é um dispositivo de electrónica de potência que pode ser ligado por um único pulso de corrente positiva no terminal porta ou gate (G), na mesma que o tiristor normal; mas em mudança pode ser desligado ao aplicar um pulso de corrente negativa no mesmo terminal. Ambos estados, tanto o estado de ignição como o estado de desligado, são controlados pela corrente na porta (G).

Corte (em perspectiva) de um GTO

O processo de ignição é similar ao do tiristor. As características de desligado são um pouco diferentes. Quando uma voltagem negativa é aplicado através dos terminais porta (G) e cátodo (C ou K), a corrente na porta (ig), cresce. Quando a corrente na porta (G) atinge seu máximo valor, IGR, a corrente de ânodo começa a cair e a voltagem através do dispositivo (VAK), começa a crescer. O tempo de queda da corrente do anodo (IA) é abrupta, tipicamente menor a 1 us. Após isto, a corrente de ânodo varia lentamente e esta porção da corrente de ânodo é conhecido como corrente de pico.
A razão (IA/IGR) da corrente de anodo IA à máxima corrente negativa na porta (IGR) requerida para a voltagem é baixa, normalmente entre 3 e 5. Por exemplo, para uma voltagem de 2500 V e uma corrente de 1000 A, um GTO normalmente requer uma corrente negativa de pico na porta de 250 A para o desligado.

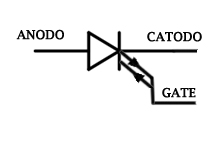
Simbologia

## Estrutura e funcionamento
A estrutura do GTO é essencialmente a de um tiristor convencional. Existem 4 capas de silício (PNPN), 3 uniões (P-N, N-P e P-N) e três terminais: ânodo (A), cátodo (C ou K) e porta (G). A diferença na operação radica em que um sinal negativo na porta (G) pode apagar o GTO.
Enquanto o GTO encontre-se desligado e não exista sinal na porta, o dispositivo se bloqueia para qualquer polaridade no ânodo, mas uma corrente de fuga (IA leak) existe. Com uma voltagem de bias em directa o GTO bloqueia-se até que uma voltagem de ruptura VAK = VB0 é atingido. Neste ponto existe um processo dinâmico de ignição, VAK = 3V e a corrente IA é determinada pelo carga. Quando o GTO se desliga e com o aplicativo de uma voltagem em inversa, só uma pequena corrente de fuga (IA leak) existe.

Circuito equivalente de um GTO

Uma polarização inversa para VAK pode ser atingida quando ocorra um corte. O valor da tensão inversa de ruptura depende do método de fabricação para a criação de uma regeneração interna para facilitar o processo de desligamento.
Com uma voltagem de polarização direta aplicado ao ânodo um pulso de corrente positiva é aplicada à porta G (gate), o GTO aciona-se e permanece dessa forma. Para esta condição, existem 2 formas de o desligar. Uma forma é reduzindo a corrente de ânodo IA por meios externos até um valor menor à corrente de holding Ih, na qual, a ação regenerativa interna não é efetiva. A segunda forma de desliga-lo é por meio de um pulso no gate, e este é o método mais recomendável porque proporciona um melhor controle.

### DB-GTO
Um distributed buffer gate turn-off thyristor (DB-GTO) é um tiristor com camadas PN adicionais na região drift para remodelar o perfil do campo e aumentar a tensão bloqueada no estado desligado. Comparado a uma estrutura PNPN típica de um tiristor convencional, o tiristor DB-GTO tem uma estrutura PN-PN-PN.
Os tiristores DB-GTO usam um pulso de tensão e os LASCRs um pulso de luz. Uma vez ligado, o tiristor continua ligado enquanto o dispositivo estiver diretamente polarizado.

## Comparação técnica
| Características | Descrição                              | Tiristor (1600 V, 350 A) | GTO (1600 V, 350 A) |
| --------------- | -------------------------------------- | ------------------------ | ------------------- |
| VT ON           | Queda direta sob funcionamento         | 1.5 V                    | 3.4 V               |
| ton,Igon        | Tempo de acionamento, corrente de gate | 8 µs,200 mA              | 2 µs,2 A            |
| toff            | Tempo de desligamento                  | 150 µs                   | 15 µs               |

Comparação entre SCR e GTO de mesmas especificações.

## Aplicações
Como o GTO tem uma condução de corrente unidirecional, e pode ser desligado em qualquer instante, este se aplica em circuitos chopper (conversões de DC-DC) e circuitos inversores (conversões DC-AC) a níveis de potência dos quais outros componentes como MOSFET's, TBJ's e IGBT's não podem ser utilizados. A baixos níveis de potência os semicondutores de comutação rápida são preferíveis. Na conversão de AC - DC, os GTO's, são úteis porque as estratégias de comutação que possuem, podem ser usadas para regular potência, como o fator de potência.